# Куррайс, Игнасио
Игнасио Куррайс Лукин (исп. Ignacio Currais Lukin; 11 мая 1996, Монтевидео, Уругвай) — уругвайский футболист российского происхождения, защитник клуба «Феникс».

## Карьера
На взрослом уровне дебютировал в составе клуба «Серро-Ларго» 5 апреля 2015 года, выйдя на замену на 60-й минуте в матче второй лиги Уругвая против «Бостон Ривер». Сезон 2015/2016 провёл в молодёжной команде «Хувентуд Лас-Пьедрас», после чего выступал за фарм-клуб «Монтевидео Уондерерс». Зимой 2017 года подписал контракт с клубом «Феникс», где поначалу также выступал за фарм-клуб. За основную команду дебютировал 3 февраля 2018 года в матче чемпионата Уругвая против «Рампла Хуниорс», заменив на 66-й минуте Рауля Ферро.